# David León Romero
David Eduardo León Romero (Ciudad de México, México, 20 de agosto de 1981) es un político mexicano, administrador público. Es licenciado Ciencias de la Comunicación y maestro en Administración de Negocios Internacionales; Administración y Políticas; y en Políticas y Gestión Energética. También ha sido profesor en la Universidad Intercontinental y entre 2013 y 2014 estuvo a cargo de la Dirección General de Planeación Ambiental de la Secretaría de Medio Ambiente y Desarrollo Territorial del estado de Jalisco.

## Biografía
Originario de la Ciudad de México, estudió la licenciatura en Ciencias de la Comunicación en la Universidad Intercontinental, de la cual se graduó en 2005. Realizó estudios de posgrado en Administración de Negocios Internacionales en la Universidad Nacional Autónoma de México UNAM, la maestría en Administración y Políticas Públicas en el Instituto de Administración Pública del Estado de Chiapas y la maestría en Políticas y Gestión Energética y Medioambiental por parte de la FLACSO.
Así mismo cuenta con diplomados en Urbanismo Sustentable (2009) por la UNAM; y en diseño de Construcciones Sostenibles (2009) y diseño de Comunidades Sostenibles (2010) ambos por la Universidad Iberoamericana; además de uno en Sistema de Comando de Incidentes (2019) por el Centro de Estudios Superiores Navales, CESNAV.
En 2012 ocupó su primer cargo público como jefe de Coordinador de Comunicación Social del Grupo Parlamentario del Partido Verde en el Senado de la República y al siguiente año fungió como Coordinador de Asesores del Grupo Parlamentario del Partido Verde en la Cámara de Diputados.

## Trayectoria
En 2013 se desempeñó como en el Estado de Jalisco. Durante esta etapa fomentó la incorporación de la variable ambiental en la toma de decisiones políticas, económicas y sociales a través del diseño y la coordinación de instrumentos para la concentración, seguimiento y evaluación de los compromisos de dicho estado.
En el 2018 fue director de Presupuesto, Programación y Finanzas en el Senado de la República, responsable de establecer y aplicar las normas, lineamientos, técnicas, procedimientos y sistemas para la instrumentación y operación del presupuesto, así como la planeación y la programación. Actuó como Coordinador de Logística del presidente electo, Andrés Manuel López Obrador, planificando y coordinando los medios necesarios para la gira nacional de transición. Durante este mismo periodo fue el responsable del proceso de entrega-recepción de la Coordinación Nacional de Protección Civil. A finales de 2018, fue nombrado director de la Coordinación Nacional de Protección Civil (CNPC).
Durante 2018 y 2019 estuvo a cargo del arribo de la Caravana Migrante, a la que se sumaron los esfuerzos de la Secretaría de Seguridad y Protección Ciudadana, la Secretaría de Gobernación y el Instituto Nacional de Migración.
Es columnista en Grupo Fórmula, diario Milenio, La Afición, diario Tabasco Hoy y diario La Razón.

## Controversias
El 20 de agosto de 2020 se difundió un video en el que se le observa entregar dinero en efectivo a Pío López Obrador, hermano del actual Presidente de México. Al día siguiente el propio presidente mencionó, en su conferencia diaria, que el dinero entregado eran aportaciones para el movimiento ciudadano que terminó por convertirse en el partido político Morena.
El 8 de julio de 2021, se reveló otro video donde David León aparece entregando dinero en efectivo a Martín López Obrador, hermano menor de Andrés Manuel López Obrador, presumiéndose que se trataría de dinero para una campaña política. Por su parte, David León señaló que el dinero que le entrega a Martín se trataba de un préstamo personal, y que era dinero proveniente de sus propios recursos.